# Quas Primas
La  Quas Primas  è un'enciclica di papa Pio XI, promulgata l'11 dicembre 1925, sul tema della Regalità di Cristo. Con questa enciclica il Pontefice istituì la Solennità di Cristo Re.

## Argomenti
1. Introduzione
  1. L'Anno Santo e il Regno di Cristo
2. Gesù Cristo è Re
  1. Gesù Cristo Re delle menti, delle volontà e dei cuori
  2. La Regalità di Cristo nei libri dell'Antico Testamento.
  3. Gesù Cristo si è proclamato Re
  4. Gesù Cristo è Re per diritto di natura e di conquista
  5. Natura e valore del Regno di Cristo
  6. Regno principalmente spirituale
  7. Regno universale e sociale
  8. Regno benefico
3. La Festa di Cristo Re
  1. Scopo della festa di Cristo Re
  2. Il "laicismo"
  3. La preparazione storica della festa di Cristo Re
  4. L'istituzione della festa di Cristo Re
  5. I vantaggi della festa di Cristo Re
4. Conclusione
  1. Cristo regni!